# Бланко, Луис Мойя
Луис Мойя Бланко (исп. Luis Moya Blanco; 10 июня 1904, Мадрид — 25 января 1990, Мадрид) — испанский архитектор, ученый, преподаватель XX века.

## Биография
Родился в Мадриде в семье архитектора и инженера Луиса Мойя Идигораса. Мать (Эстер Бланка Яргюберри) архитектора происходила из Мексики. Также его родной дядя (Хуан Мойя Идигорас) был директором Мадридской школы архитекторов. В семье было пятеро сыновей, (Луис Мойя был старшим среди них), все стали архитекторами или инженерами в разных отраслях.
На вкусы молодого начинающего имел значительное влияние Фидель Фуидио, историк, который привил юноше любовь к истории архитектуры и её изучение. На какое-то время архитектурные шедевры прошлого настолько очаровали начинающего, что он отказался от архитектуры функционализма и модернизма, которые развивали анахроническую стилистику ретроспективизма или историзма. Его ранние проекты имеют отпечаток утопичности (Базилика Пирамида и др.)
Искусство архитектуры постигал в испанской столице, среди его творческих влияний и учителей испанские архитекторы Модесто Лопес Отеро, Теодор Анастос, Педро Мугуруса, Висенте Ламперес. Учился в Мадридской архитектурной школе, которую окончил 1927 году. Дипломное произведение молодого художника — Кенотаф композитора Бетховена. Как архитектор начал работать в бюро Педро Мугуруса. Был руководителем Мадридской школы архитектуры в период 1963—1966 гг.
В годы гражданской войны был арестован (1936) и отправлен в тюрьму. Но его дело пересмотрели и освободили из-за отсутствия сопротивления и политической деятельности против диктатуры Франко.
Академик Королевской академии изящных искусств Сан-Фернандо с 1953 года.
Был женат, взял брак с Консепсьон Перес-Масегоса 1934 года.

## Художественная манера
Творческая деятельность архитектора пришлась на режим генерала Франко и на период восстановления экономики страны после бедствий и потерь гражданской войны. Нехватка строительных материалов заставляла архитектора использовать привычные, старинные материалы и практически реставрационные технологии, профессиональным знатоком которых он был. Ретроспективные вкусы архитектора повлияли на ряд архитектурных образов художника, где он творчески развил достижения и даже стилистику архитекторов давнего прошлого (эпохи готики, испанского маньеризма и барокко), но без стилистической точности любого из этих стилей. Поэтому сооружения архитектора, не лишены величия и выразительности, вызвали как восхищение, так и резкую критику, а также причисление архитектора то к эклектикам, то к сюрреалистам в испанской архитектуре XX века. Для него словно не существовало бетона и крайностей архитектуры модернистов. Критические атаки имели такую мощность, что сопротивление обусловило торможение строительных работ и часть сооружений архитектора осталась недостроенной.

## Избранные произведения
- Маяк Колумба (проект для Санто-Доминго, Америка, 1929—1932 вместе с Хоакином Рамеро)
- Монумент Пабло Иглесиасу (1932)
- Музей современного искусства (проект для Мадрида, 1937)
- Музей Америки (Мадрид), (1942)
- Проект Креста в Долине Погибших возле Эскориала, первый приз, но строил арх. Диего Мендес
- Реконструкции и достройки театра Реал в Мадрид, (1942, вместе с Диего Мендесом)
- Церковь Св. Августина (1945—1955)
- Павильон Испании, для города Нью-Йорк
- Часовня колледжа Нуестра Сеньора дель Пилар (1959—1960)
- Университет где Гихон Лабораль, Астурия, (1946—1965)
- Фонд Сан-Хосе, Замора, (1947—1953)

## Галерея
- Музей Америки, своды из кирпича
- Музей Америки, главный фасад
- Университет Гихон, Астурия, дворик ( 1946-1965 )
- Университетская церковь, Замора (1955)